# Ричард Скроб
Ричард Скроб (англ. Richard Scrob; умер после 1067) — французский воин и землевладелец, перебравшийся в Англию во время правления Эдуарда Исповедника, получив от него владения на границе Уэльса. Он, вероятно, был шерифом Вустершира в 1050-х — начале 1060-х годов. Ричард сохранил свои владения и после Нормандского завоевания. Кроме того, он построил замок Ричарда в Херефордшире — один из немногих замков, появившихся в Англии до завоевания.

## Биография
Происхождение Ричарда неизвестно. Он родился во Франции, но в какой именно области не установлено; возможно он был нормандцем, но доказательств этого не существует. В Англии Ричард появился в первые годы правления Эдуарда Исповедника, который был королём в 1042—1066 годах. Там он получил владения на границе с Уэльсом. Его владения были сосредоточены в пределе нескольких миль. Книга Страшного суда указывает, что в его владении находилось поместье Берфорд в Шропшире, четыре поместьям в Вустершире и поместье в Херефордшире. Главным поместьем Ричарда было Орентон в Херефордшире, рядом с которым он построил замок Ричарда — один из немногих замков, возведённых в Англии до Нормандского завоевания.
Поскольку Ричард был одним из хускерлов короля, он, по словам Иоанна Вустерского, оказался одним из немногих иностранцев, которых не затронуло изгнание из английского двора после того, как к власти вернулся эрл Годвин Уэссекский.
Возможно, что в 1050-х — начале 1060-х годов Ричард был шерифом Вустершира; в любом случае, достоверно известно, что король поручал ему важные дела.
После нормандского завоевания 1066 года Ричард сохранил свои владения. Когда в Херефордшире Эдрик Дикий начал сопротивляться захватчиком, Ричард возглавил противостояние ему.
Год смерти Ричарда неизвестен; последний раз он упоминается в 1067 году, когда засвидетельствовал хартию, данную Вильгельмом I Завоевателем Вульфстану, епископу Вустера. В 1066 году у него было двое взрослых сыновей, старший из которых, Осберн Фиц-Ричард, стал его наследником.
Ричард стал основателем рода, один из потомков которого в XII веке принял фамилию матери — Сэй. Он угас в начале XIII века, после чего владения перешли посредством брака сначала к одной из ветвей Мортимеров, а затем к Толботам.
На основании сходства имени Скроб с родовым прозванием Скруп (англ. Scrope) в XIX веке была выдвинута гипотеза о том, что Ричард является предком английского рода Скрупов. Однако её опроверг сэр Чарльз Клей, указав, что родовое прозвание «Скроб» никогда не применялось потомками Ричарда, да и территориальные связи между двумя семьями не прослеживаются.

## Брак и дети
Имя жены Ричарда неизвестно. Её отцом был местный землевладелец французского происхождения Роберт Дьякон, которого некоторые исследователи идентифицируют с Робертом Фиц-Вимарком. Дети:
- Осберн Фиц-Ричард (умер после 1088), английский барон[1].
- Уильям Фиц-Ричард (умер после 1066)[1].